# Бури (племе)
Бурите са древно германско племе. По своя език са родствени със свевите., живели по всяка вероятност в горната част на Одер и на изток от Висла. Като съюзници на римляните, те вземат участие в похода на Траян срещу даките и помагат на Марк Аврелий и Комод срещу маркоманите и квадите.  Скоро след това те обаче стават съюзници на тези племена в борбата им срещу римляните.